# محاولة انقلاب 1987 في جمهورية الكونغو
من يوليو إلى سبتمبر 1987، هزمت القوات الموالية لديني ساسو نغيسو قوات كويوس (Kouyous) التي حاولت الإطاحة بنظامه. فرّ بيير أنجا، أحد قادة الانقلاب، إلى أواندو حيث قُتل في 6 سبتمبر 1987، منهياً بذلك الانقلاب.